# Sho Kashima
Sho Kashima (* 1. November 1986 in El Paso, Texas) ist ein US-amerikanischer Freestyle-Skier. Er ist auf die Buckelpisten-Disziplinen Moguls und Dual Moguls spezialisiert.

## Biografie
Kashima zog im Alter von vier Jahren mit seiner Familie von Texas an den Lake Tahoe und erlernte im Heavenly Mountain Resort das Skifahren, wobei er sich bald dem Freestyle-Skiing zuwandte. Ab Dezember 2004 nahm er am Nor-Am Cup, der nordamerikanischen Kontinentalmeisterschaft, teil und konnte drei Monate später seinen ersten Podestplatz verbuchen. Im März 2006 gewann er den amerikanischen Meistertitel in der Disziplin Dual Moguls, was zur Aufnahme in die Nationalmannschaft führte. Sein Debüt im Freestyle-Weltcup hatte Kashima am 6. Januar 2007 am Mont Gabriel, wo er auf den 12. Platz sprang und sogleich die ersten Weltcuppunkte gewann.
Nach vier Top-10-Platzierungen in der Weltcupsaison 2008/09 gewann Kashima im März 2009 seinen zweiten Meistertitel. Aufgrund eines Kreuzbandrisses musste er die Saison 2009/10 vorzeitig beenden und verpasste dadurch die Olympischen Winterspiele 2010. Im Winter 2010/11 fand Kashima wieder den Anschluss an die Weltspitze. Am 10. Dezember 2011 gelang ihm mit dem 2. Platz im Moguls-Wettbewerb im finnischen Ruka die erste Weltcup-Podestplatzierung, gefolgt von einem 3. Platz im französischen Méribel zehn Tage später.

## Erfolge

### Weltmeisterschaften
- Madonna di Campiglio 2007: 7. Dual Moguls, 30. Moguls
- Inawashiro 2009: 6. Moguls, 10. Dual Moguls
- Deer Valley 2011: 18. Dual Moguls
- Kreischberg 2015: 4. Dual Moguls, 24. Moguls

### Juniorenweltmeisterschaften
- Krasnoje Ozero 2006: 8. Dual Moguls, 15. Moguls

### Weltcup
- Saison 2008/09: 8. Moguls-Weltcup
- 15 Platzierungen unter den besten zehn, davon 3 Podestplätze

### Weitere Erfolge
- 5 Podestplätze im Nor-Am Cup, davon 2 Siege
- 2 amerikanische Meistertitel (Dual Moguls 2006 und 2009)